# 尹賞 (三國)
尹賞（生卒年不詳），三國時期凉州天水冀縣（今甘肅甘谷東南）人， 三國時期曹魏、蜀漢政治人物。

## 生平
本為魏天水主薄，227年天水之戰後，與姜維、梁虔、梁緒一起投降於漢，官至執金吾。

## 演義記載
天水郡主簿。姜維投降蜀漢，馬遵、夏侯楙懷疑賞、梁緒與姜維結連，欲為內應，欲殺二人。是夜，夏侯楙數次使人請梁、尹二人說話。二人料知事急，遂披掛上馬，各執兵器，引本部軍大開城門，放蜀兵入。

## 文學創作
遊戲《三國志姜維傳》中，尹賞的身分是姜維亡妻尹香之兄，也是姜維在魏國時期少數賞識他的好友，姜維雖多年在外戰爭，但兩人的情誼並沒有因此而中斷，姜維北伐大敗遭到攻擊，為了袒護好友挺身而出破口大罵眾臣因而氣急攻心，死時身體仍僵直而立。